# Кейшон Девіс
Кейшон Девіс (англ. Keyshawn Davis; 28 лютого 1999, Норфолк, Вірджинія) — професійний американський боксер легкої ваги, чемпіон світу за версією WBO (2025) у легкій вазі, призер Олімпійських ігор 2020, чемпіонату світу та Панамериканських ігор серед аматорів.

## Аматорська кар'єра
На Панамериканських іграх 2019 Кейшон Девіс переміг двох суперників, а у фіналі програв Енді Крусу (Куба) — 1-4.
На чемпіонаті світу 2019 Девіс здобув чотири перемоги, у тому числі у чвертьфіналі — над Соф'яном Уміа (Франція) — 5-0 та у півфіналі — над Оганесом Бачковим (Вірменія) — 4-1, а у фіналі знов програв Енді Крусу (Куба) — 0-5.
На Олімпійських іграх 2020, які пройшли в Токіо у липні—серпні 2021 року, завоював срібну медаль.
- В 1/16 фіналу переміг Енріко Лакруса (Нідерланди) — 5-0
- В 1/8 фіналу переміг Соф'яна Уміа (Франція) — RSC
- У чвертьфіналі переміг Габіля Мамедова (Росія) — 4-1
- У півфіналі переміг Оганеса Бачкова (Вірменія) — 5-0
- У фіналі програв Енді Крусу (Куба) — 1-4

## Професіональна кар'єра
До початку олімпійських змагань Кейшон Девіс 2021 року провів три боя на професійному рингу.
10 грудня 2022 року в бою проти мексиканця Хуана Карлоса Бургоса завоював вакантний титул WBO Inter-Continental у легкій вазі.
8 листопада 2024 року в елімінаторі WBO у легкій вазі здобув перемогу нокаутом над аргентинцем Густаво Лемосом.
14 лютого 2025 року зустрівся в бою з чемпіоном світу за версією WBO в легкій вазі Денисом Берінчиком (Україна) і здобув перемогу технічним нокаутом.
7 червня 2025 року в першому захисті титулу мав зустрітися з домініканцем Едвіном Де Лос Сантосом, але перед боєм не вклався в ліміт легкої ваги — на офіційному зважуванні показав вагу 63,2 кг (перевищення ліміту на 2,0 кг). Девіс втратив звання чемпіона, а його команда намагалася змінити умови бою і передомовитися з домініканцем, але Де Лос Сантос, якому за цей бій мали виплатити рекордні для нього 600 тис $ гонорару, вирішив не битися, зважаючи на махінації Девіса.

## Таблиця боїв
| 13 Перемог (9 нокаутом, 4 за рішенням суддів), 0 Поразок (0 нокаутом, 0 за рішенням суддів), 1 Не відбувся |          |                    |        |             |                  |                                              | |
| Результат                                                                                                  | Рекорд   | Суперник           | Спосіб | Раунд, час  | Дата             | Місце проведення                             | Примітки |
| Перемога                                                                                                   | 13-0 (1) | Денис Берінчик     | TKO    | 4 (12)      | 14 лютого 2025   | Hulu Theater, Медісон Сквер Гарден, Нью-Йорк | Завоював титул чемпіона світу WBO в легкій вазі. |
| Перемога                                                                                                   | 12-0 (1) | Густаво Лемос      | TKO    | 2 (10)      | 8 листопада 2024 | Scope Arena, Норфолк, Вірджинія              | Захистив титули WBO Inter-Continental, WBC USA і IBF-USBA у легкій вазі. |
| Перемога                                                                                                   | 11-0 (1) | Мігель Мадуено     | UD     | 10          | 6 липня 2024     | Prudential Center, Нью-Джерсі                | Захистив титули WBO Inter-Continental, WBC USA і IBF-USBA у легкій вазі. |
| Перемога                                                                                                   | 10-0 (1) | Хосе Педраса       | TKO    | 6 (10)      | 8 лютого 2024    | Michelob Ultra Arena, Парадайз, Невада       | Захистив титули WBO Inter-Continental і WBC USA у легкій вазі. Вигав титул IBF-USBA у легкій вазі. |
| Не відбувся                                                                                                | 9-0 (1)  | Нахір Олбрайт      | MD     | 10          | 15 жовтня 2023   | Fort Bend Community Center, Розенберг, Техас | Попередньо перемога Девіса рішенням більшості. Після оприлюднення результатів допінг-тестування, яке Олбрайт провалив, бій визнано таким, що не відбувся. Захистив титули WBO Inter-Continental і WBC USA у легкій вазі. |
| Перемога                                                                                                   | 9-0      | Франческо Патера   | UD     | 10          | 22 липня 2023    | Firelake Arena, Шауні, Оклахома              | Захистив титули WBO Inter-Continental і WBC USA у легкій вазі. |
| Перемога                                                                                                   | 8-0      | Ентоні Їгіт        | TKO    | 9 (10)      | 8 квітня 2023    | Prudential Center, Нью-Джерсі                | Захистив титул чемпіона WBO Inter-Continental у легкій вазі. Завоював вакантний титул WBC USA у легкій вазі. |
| Перемога                                                                                                   | 7-0      | Хуан Карлос Бургос | UD     | 8           | 10 грудня 2022   | Медісон Сквер Гарден, Нью-Йорк, Нью-Йорк     | Завоював вакантний титул чемпіона WBO Inter-Continental у легкій вазі. |
| Перемога                                                                                                   | 6-0      | Омар Тієнда Бахена | TKO    | 5 (8), 1:38 | 23 вересня 2022  | Prudential Center, Нью-Джерсі                | |
| Перемога                                                                                                   | 5-0      | Естебан Санчес     | TKO    | 6 (8), 2:44 | 30 квітня 2022   | MGM Grand Garden Arena, Парадайз, Невада     | |
| Перемога                                                                                                   | 4-0      | Хосе Сарагоса      | TKO    | 2 (6), 2:45 | 11 грудня 2021   | Медісон-сквер-гарден, Нью-Йорк               | |
| Перемога                                                                                                   | 3-0      | Хосе Антоніо Меза  | UD     | 6           | 8 травня 2021    | AT&T Стедіум, Арлінгтон, Техас               | |
| Перемога                                                                                                   | 2-0      | Річман Ашелі       | RTD    | 4 (6), 3:00 | 3 квітня 2021    | Caesars Palace Bluewaters, Дубай             | |
| Перемога                                                                                                   | 1-0      | Лестер Браун       | TKO    | 2 (4), 2:50 | 27 лютого 2021   | Хард Рок Стедіум, Маямі-Гарденс, Флорида     | |